# Afghan Girls Robotics Team
 (février 2023).
L'Afghan Girls Robotics Team', également connue sous le nom d'Afghan Dreamers, est une équipe de robotique entièrement féminine originaire de Herat, en Afghanistan, fondée en 2017 par Roya Mahboob et composée de jeunes filles âgées de 12 à 18 ans et de leurs mentors.

## Origines
L'équipe Afghan Girls Robotics est fondée en 2017 par Roya Mahboob, qui est leur coach, mentor et sponsor, ainsi que la fondatrice du Digital Citizen Fund (DCF), l'organisation mère de l'équipe,. Dean Kamen prévoyait une compétition aux États-Unis en 2017 et recruta Mahboob pour former une équipe afghane. Sur 150 filles, 12 ont été sélectionnées pour la première équipe. Avant que les pièces ne soient envoyées par Kamen, elles se sont entraînées dans le sous-sol de la maison des parents de Mahboob, avec de la ferraille et sans équipement de sécurité, sous la direction de leur entraîneur, le frère de Mahboob, Alireza Mehraban.

## Biographie
En 2017, 6 membres de l'équipe qui veulent se rendre aux États-Unis pour participer à la FIRST Global Challenge (en), un concours international de robotique, voient leur demande de visa refusée par deux fois. Le New York Times indique qu'il a fallu un « tollé international », une pétition de 53 membres du Congrès et l'intervention du président Trump pour qu'elles puissent enfin recevoir un visa, et que cet incident en a fait des célébrités dans la compétition. Cette dernière consistait à créer des robots pilotables chargés de séparer des ballons bleus et des ballons rouges représentant respectivement de l'eau propre et de l'eau polluée. En raison d'un retard d'envoi des kits de construction, l'équipe afghane n'a eu que deux semaines pour construire son robot, contre quatre mois pour certains de ses concurrents. Elle n'est pas parvenue à accéder aux meilleures places du classement général des 150 pays en lice. L'or, l'argent et le bronze ont été remportés respectivement par l'équipe européenne, polonaise, et arménienne. La performance de l'équipe afghane a cependant été meilleure que ce qu'elle espérait, et a été récompensée par une médaille d'argent dans la catégorie du prix de la « réalisation courageuse »,,. Le Congrès des États-Unis leur a par ailleurs délivré un certificat du mérite, et, de retour en Afghanistan, l'équipe a été perçue comme un symbole de progrès. Le fait que des adolescents afghans voyagent à travers le monde n'est pas fréquent, et du « jamais vu » d'après le New York Times concernant des adolescentes de 16 ans, qui à l'accoutumée ne peuvent sortir de chez elles sans être accompagnées.
Début 2018, l'équipe est invitée à s'entraîner avec une équipe de robotique canadienne et elle se qualifie pour un concours de 700 équipes à Détroit. Elle participe aussi à d'autres compétitions en Amérique du Nord — Toronto, Mexico et Albuquerque. Les jeunes filles rencontrent à trois reprises Ivanka Trump, et obtiennent le soutien de Justin Trudeau, ainsi que du rappeur Will.i.am. Des dizaines de milliers d'utilisateurs s'abonnent à la page Facebook de l'équipe. Pendant ce temps là, leur entourage resté en Afghanistan est confronté à la violence, et après qu'un kamikaze a tué 47 garçons de leur âge dans une classe de préparation aux examens universitaires, elles postent un selfie sur Facebook où elles portent des foulards noirs et brandissent une pancarte où est inscrite la phrase « Nous continuons pour vous. »
Après que l'expiration de leurs visas américains d'un, elles se concentrent sur leurs études, apprenant notamment l'anglais.